# Томм, Жан-Пьер
Жан-Пьер Томм (люкс. Jean-Pierre Thommes; 28 июля 1890, Боннвуа, Люксембург (город), Люксембург — 20 октября 1963, Мерш, Люксембург) — люксембургский гимнаст, участник летних Олимпийских игр 1912 года (4-е место в основном командном первенстве, 5-е место в командном первенстве по произвольной системе и 22-е место в личном первенстве).